# Keisha Lance Bottoms
Keisha Lance Bottoms   (Atlanta, 18 de gener de 1970) és una política i advocada nord-americana. Des de 2018 alcaldessa d'Atlanta, Geòrgia, va ser membre del Consell d'Atlanta (Atlanta City Council), representant a part del sud-oest de la ciutat.
Filla de Sylvia Robinson i del cantant i compositor Major Lance, va estudiar en la Frederick Douglass High School. Va fer estudis superiors a la Florida A&M University i a la Georgia State University College of Law (1994). El 2019, va anunciar el seu suport a Joe Biden en les primàries presidencials del Partit Demòcrata de 2020. El març de 2020, es va informar com una possible candidata a vicepresidenta amb Biden, per a les Eleccions presidencials dels Estats Units de 2020, tot i que finalment la candidata fou Kamala Harris.